# Ásbyrgi

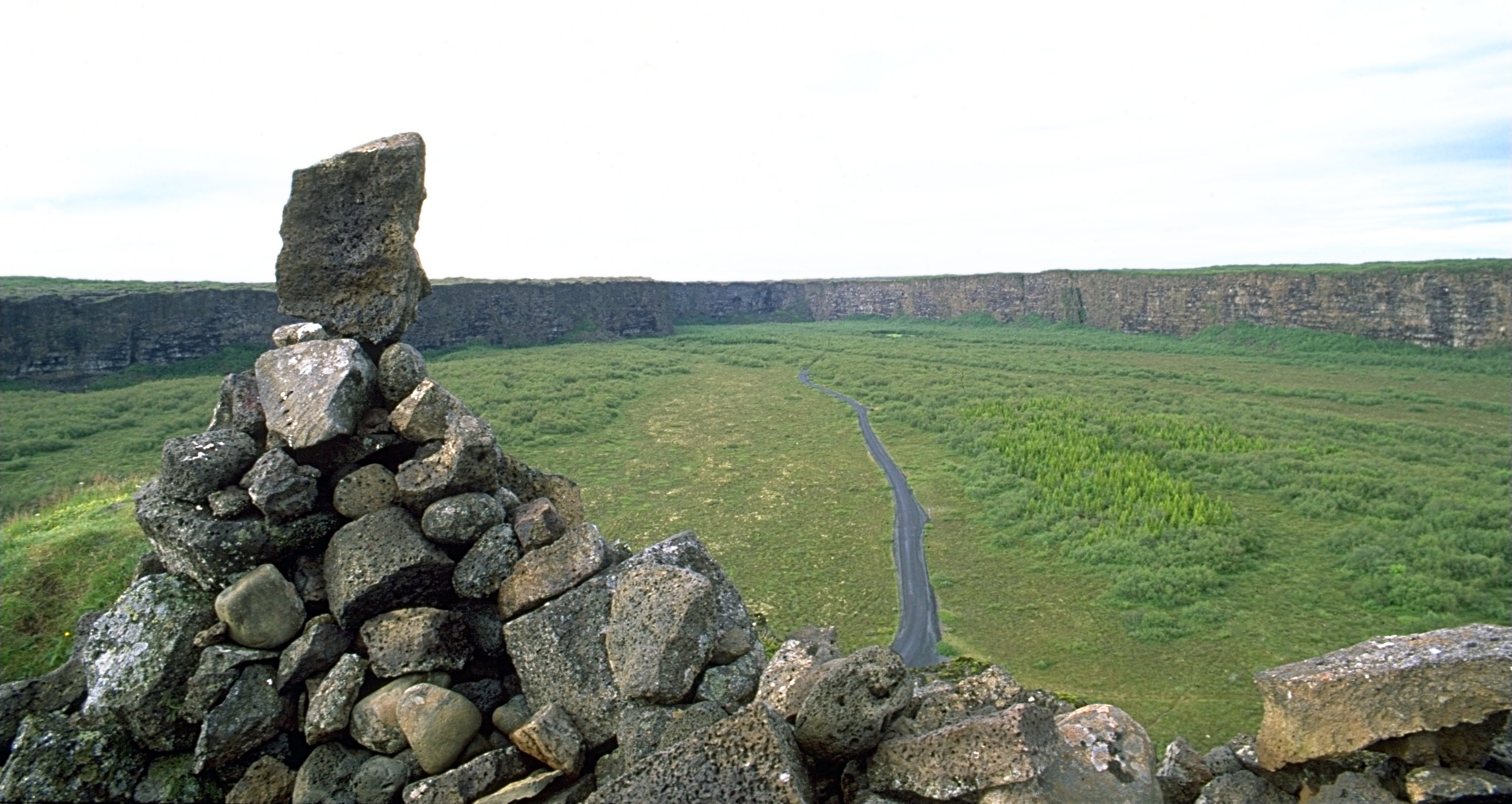
Widok na Asbyrgi z wierzchołka Eyan

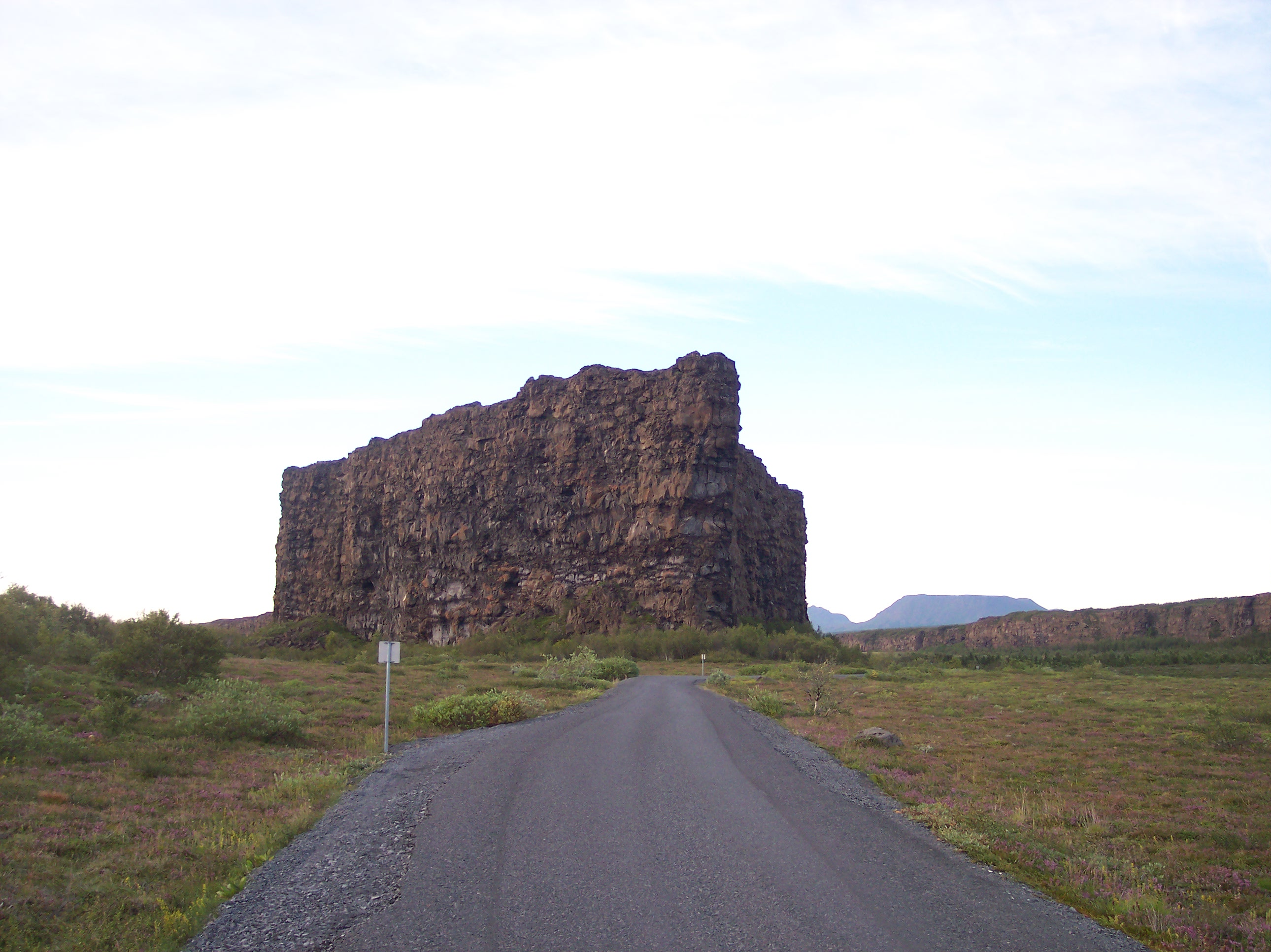
Eyjan

Ásbyrgi – wąwóz, znajdujący się w Parku Narodowym Jökulsárgljúfur na północy Islandii.
Kiedyś przepływała przez niego rzeka Jökulsá á Fjöllum, działaniom której zawdzięcza swój obecny wygląd. W obecnej chwili jej nurt przebiega na wschód od wąwozu.

## Powstanie

### Geologia
Według badań geologicznych, wąwóz Ásbyrgi uzyskał swój obecny kształt w wyniku trzech szczególnie silnych powodzi glacjalnych, które miały miejsce po erupcjach należących do lodowca Vatnajökull wulkanów Kverkfjöll i Bárðarbunga.
Pierwsza erupcja miała miejsce przed 4000, druga przed 3000 i trzecia przed 2500 lat, przy czym ta ostatnia osiągnęła wymiar 200 000 m³/s (co odpowiada czterokrotnej sile powodzi glacjalnej na rzece Skeiðará w 1996 roku).

### Wedługmitologii nordyckiej
Ponieważ forma Ásbyrgi przypomina podkowę, Islandczycy wierzyli, że ośmionogi koń Odyna odcisnął tu swoje kopyto. Z tego powodu nazywano go „Odciskiem stopy Odyna”.

## Opis
Na końcu długiego na 3,5 km wąwozu znajduje się zasilane ociekającą niezauważalnie ze ścian Ásbyrgi drobną strugą – pozostałością po płynącej tędy niegdyś rzece Jökulsá á Fjöllum – nieduże jezioro z imponującą populacją kaczek.
Poza tym egzystuje tu raczej rzadki dla Islandii lasek brzozowy, który miał szanse dobrze się rozwinąć ze względu na ochronne położenie pomiędzy ścianami wąwozu. To właśnie on jest magnesem przyciągającym do Ásbyrgi głodnych widoku drzew Islandczyków.
Przy wejściu do wąwozu leży Eyjan (isl. wyspa) – wysoka na 25 metrów skała.

## Infrastruktura
Wąwóz Ásbyrgi leży w oddaleniu od cywilizacji w związku z czym nie posiada rozbudowanej infrastruktury. Pomimo to są tu dwa place campingowe: duży – przy wejściu do wąwozu i mniejszy w jego głębi. Poza tym jest jeszcze stacja benzynowa z dość dobrze zaopatrzonym sklepikiem i barowóz.

## Położenie
Do Ásbyrgi można dojechać szutrową drogą numer 864 prowadzącą od "jedynki" do Skinnastaður. Droga jest wąska, a nawierzchnia podobna do blachy falistej. Dobrze jest posiadać napęd na cztery koła. Samochody terenowe mogą też dojechać alternatywnie od strony jeziora Mývatn, prowadzącą po drugiej stronie rzeki Jökulsá á Fjöllum, jeszcze mniej komfortową drogą numer F862. Niezależnie od wyboru trasy, koniecznie należy zatrzymać się przy osiągalnych z obu dróg wodospadach Selfoss, Dettifoss i Hafragilsfoss.